# Salomon Buber

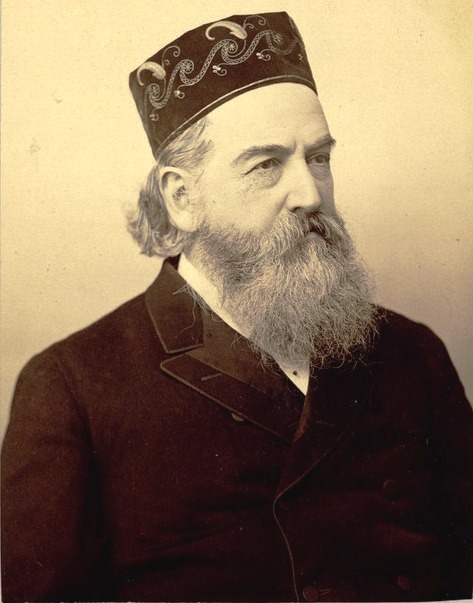
Salomon Buber, 1897

Salomon Buber (auch: Salomo Buber; geboren 2. Februar 1827 in Lemberg, Kaisertum Österreich; gestorben 28. Dezember 1906 in Lemberg, Österreich-Ungarn) war ein jüdischer Gelehrter des 19. und des beginnenden 20. Jahrhunderts. Er war der erste wissenschaftliche Bearbeiter und kritische Herausgeber verschiedener Midraschim und aktives Mitglied der galizischen Haskala. Salomon Buber war der Großvater Martin Bubers.

## Leben
Salomo Buber – Sohn des Rabbiners Isaiah Abraham Buber – war Getreidehändler, Verwaltungsrat verschiedener Kreditinstitute und Banken (in Anerkennung seiner diesbezüglichen Verdienste erhielt er die Titel Handelskammerrat, dann Kaiserlicher Rat), Großgrundbesitzer und Eigentümer von Phosphatgruben. Er war daneben eine führende Persönlichkeit in der Verwaltung der jüdischen Gemeinde sowie vieler jüdischer und nichtjüdischer, vor allem wohltätiger Organisationen Lembergs, aber auch überregionaler Vereinigungen.
Sein wissenschaftliches Interesse auf dem Gebiet der jüdischen Geschichte und der jüdischen Literatur war bereits in früher Jugend – unter dem Einfluss der Lektüre Krochmals, Rapoports, besonders aber Zunzens – erwacht, und sein erklärtes Ziel, bei dessen Verfolgung er keine Kosten und Mühen scheute, war es, eine maximale Anzahl nur handschriftlich überlieferter haggadischer Sammelwerke und Midraschim für die Öffentlichkeit zugänglich zu machen. Die Manuskripte und seltenen Ausgaben ließ er abschreiben oder bearbeiten und versah sie mit Einleitungen und Anmerkungen, die auf diese Weise Quellenmaterial der Zukunft erhielten und andererseits literar- und geistesgeschichtlich erschlossen.
Seine dadurch gewonnenen Erkenntnisse, die breite Zustimmung unter jüdischen Gelehrten fanden, publizierte er in verschiedenen Zeitschriften (Jeschurun, Haschachar, Hameliz, Ha-Maggid etc.) sowie in Festschriften und anderen Sammelwerken.

## Ausgaben (Auswahl)
Erscheinen oder Entstehungszeit bekannt
- Pesiqta de Raw Kahana, Lyck 1868
- Midrasch Lekach tob (Pesikta sutarta), ein agadischer Commentar zum ersten und zweiten Buche Mosis von R. Tobia ben Elieser, Wilna 1884
- Midrasch Tanchuma, 2 Bde., Wilna 1885
- Liqqutim mi-Midrasch Elle ha-Debarim Zutta, Wien 1885
- Sammlung agadischer Commentare zum Buch Esther, Wilna 1886
- Textausgabe Samuel b. R. Nissim Masnut Ma'ajan Gannim … al Sefer Ijob, Berlin 1889
- Midrasch Tehillim [Midrasch Psalmen], Wilna 1891 (Übersetzung: A. Wünsche, Midrasch Tehillim, Trier 1892)
- Midrasch Mischle (= Midrasch zu den Sprichwörtern, großenteils mehr Kommentar als Midrasch), Wilna 1893
- Kritische Ausgabe des Midrasch Samuel, kommentiert und eingeleitet, Krakau 1893
- Midrasch Aggada, Wien 1894
- Midrasch sutta zu den fünf Megillot, Berlin 1894
- Ansche schem. Biographien und Grabinschriften der Rabbiner von Lemberg von 1500–1890, Krakau 1895
- Aggadat Ester. Agadische Abhandlungen zum Buch Esther, Krakau 1897
- Kirja nissgawa. Biographien der Rabbiner von Zolkiew. In: Ha'eschkol 1898 ff.
- Midrasch Echa Rabbati. Sammlung agadischer Auslegungen der Klagelieder (Klagelieder Rabba), Wilna 1899
- Jalkut Machiri … zu den 150 Pss, Berdyczew 1899
- Sechel Tob. Commentar zum ersten und zweiten Buch Mosis von Rabbi Menachem ben Salomo verfasst … , Berlin 1900–1902
- Aggadat Bereschit, Krakau 1903
- Jeruschalaim ha-benuja, Jerusalem 1906 (Sammlung von – literargeschichtlich sehr problematischen – Zitaten mittelalterlicher Autoren aus heute nicht mehr vorhandenen Teilen – Qodaschim und Toharot – des pal. Talmuds)

Werke ohne Jahr bzw. nicht ermittelt
- Raschi-Siddur (Hrsg.)
- Sefer haora (Hrsg.)
- Zedekia harofe, Schibbole haleket (Hrsg.)